# Emilie Schleiss-Simandl
Emilie Milena Schleiss-Simandl, geb. Simandl (* 27. Jänner 1880 in Rothenburg, Mähren; † 2. Mai 1962 in Gmunden), war eine österreichische Bildhauerin und Keramikerin.

## Leben
Emilie Simandl erhielt ihre Ausbildung zunächst an der Fachschule für Tonindustrie in Znaim bei J. Zafauk und Wilhelm Oppitz. Von 1904 bis 1908 besuchte sie die Wiener Kunstgewerbeschule, wo Franz Metzner, Kolo Moser, Michael Powolny, Friedrich Linke (1854–1914) und Josef Breitner zu ihren Lehrern gehörten. Während des Studiums begann sie, selbst entworfene Modelle in figuraler Plastik und gravierte Gefäße in keramischen Techniken auszuführen.
1909 heiratete Emilie Simandl in Wien den aus Gmunden stammenden Keramiker Franz Schleiss (1884–1968), ebenfalls ein Schüler der Kunstgewerbeschule Wien. Beide arbeiteten künstlerisch eng zusammen. Sie eröffneten die „Künstlerische Werkstätte Franz und Emilie Schleiss“ als Kunstkeramikabteilung in der vom Vater Leopold Schleiss (1853–1910) gegründeten Töpferei in Gmunden-Traunleiten. Nach dessen Tod gründeten sie 1910 die offene Handelsgesellschaft „Gmundner Tonwaren-Fabrik und keramische Werkstätte F. und E. Schleiss“. Beide Eheleute waren als persönlich haftende Gesellschafter mit Vertretungsbefugnis eingetragen.
Ende 1912 folgte die Fusionierung mit der von Michael Powolny und Bertold Löffler gegründeten Werkstätte „Wiener Keramik“ zur „Vereinigten Wiener und Gmundner Keramik und Gmundner Tonwaren-Fabrik Schleiss G.m.b.H.“ mit Sitz in Gmunden. Innerhalb weniger Jahre etablierte sich die Marke Gmundner Keramik und Franz und Emilie Schleiss als die Eigentümer und Werkleiter des Unternehmens nahmen mehr Einfluss auf die Produktgestaltung. Dies führte zu einem vereinfachten und werkstatttypischeren Stil der Produkte, obwohl die Wiener Mitarbeit beim Modellentwurf anhielt. Die Gmundner Keramik stellte Gefäße und Figuren her, sowohl in Form von bunter Keramik mit farbiger Glasur, als auch schwarz-weiße Keramik mit Malerei unter der Glasur sowie Keramik mit Zinnglasur und weich in einander gehenden Farben („Gmundener“).
Emilie Schleiss entwarf Modelle für Gmundner Keramik und lehrte an der 1917 von ihrem Ehemann gegründeten, staatlich geförderten keramischen Schule. Sie war Mitglied der Künstlervereinigung MAERZ und der Vereinigung bildender Künstlerinnen Österreichs. Ihre Arbeiten wurden wiederholt ausgestellt, so trug sie zu der Kunstschau Wien 1908 drei am Eingangsgebäude aufgestellte große Figuren (Malerei, Architektur und Plastik) und andere Keramikarbeiten bei.
1923 wurde das Unternehmen in eine Aktiengesellschaft („Gmundner keramische Werkstätten AG“) umgewandelt, wobei Franz Schleiss die Majorität des Kapitals und seinen Einfluss auf die Produktion verlor. 1926 wurden er und Emilie Schleiss aus dem Verwaltungsrat entlassen. Das Unternehmen kam in wirtschaftliche Schwierigkeiten und die Keramikfabrik wechselte ab 1928 häufig die Besitzer. Nach der Loslösung von der Fabrik führte Emilie Schleiss ein eigenes Atelier in der Traunleiten Nr. 78.
Emilie Schleiss starb 1962 im Alter von 82 Jahren in Gmunden. Mit ihrem Ehemann hatte sie drei Töchter, die alle im Unternehmen ihrer Eltern tätig waren. Dazu gehörte die Keramikerin Gertrude Schleiss (1911–1995), welche eine kunstgewerbliche Ausbildung erhielt, ab 1961 die alleinige Geschäftsführung innehatte und bis zur Schließung 1982 im Geschäft in der Theatergasse 2 arbeitete. In zweiter Ehe wurde Franz Schleiss Vater eines Sohnes, Peter Schleiss (1929–1979), der 1955 in die Werkstätte einstieg und nach seinem Tod den Betrieb übernahm.

## Werk

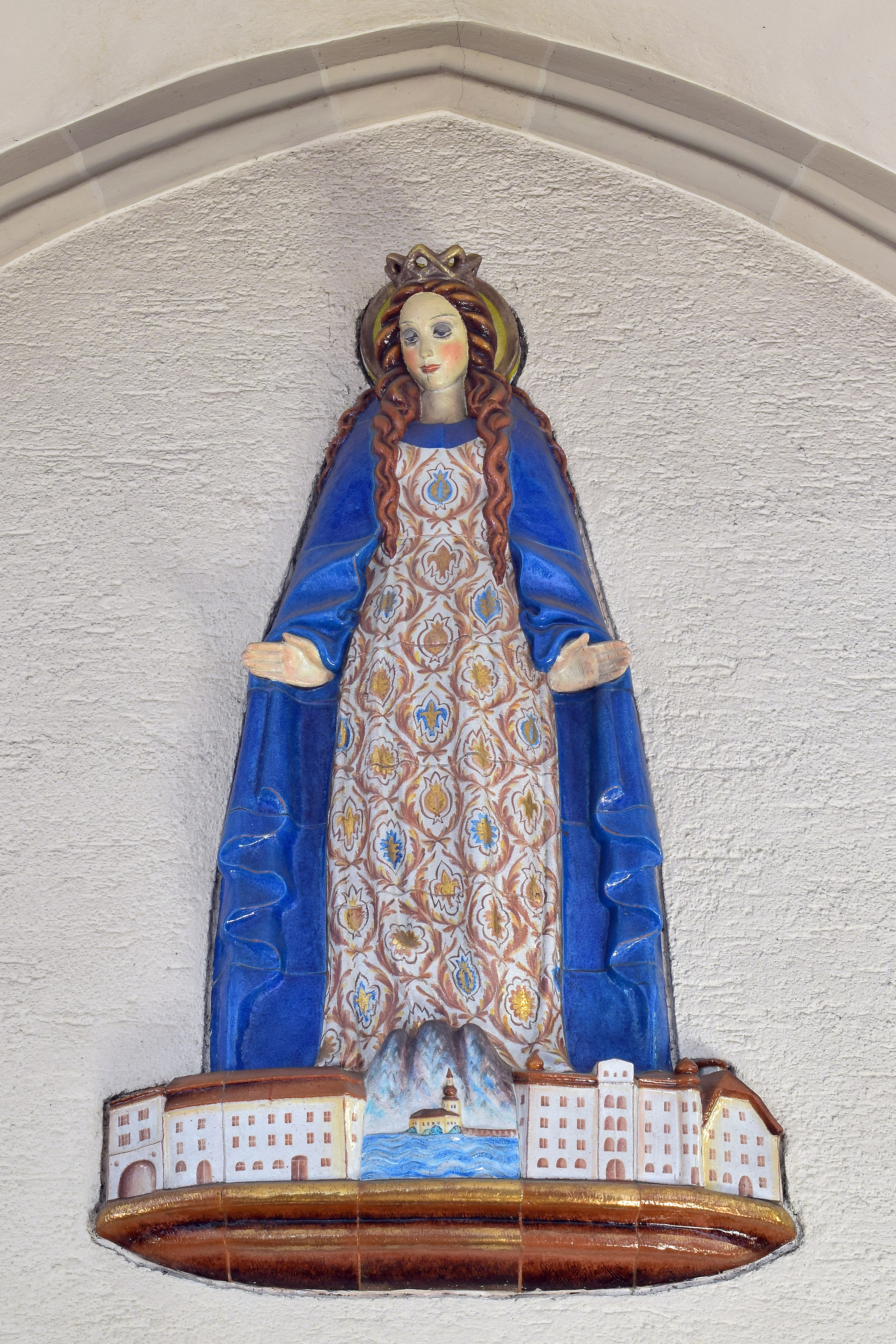
Schutzmantelmadonna, Pfarrkirche Gmunden (1947)

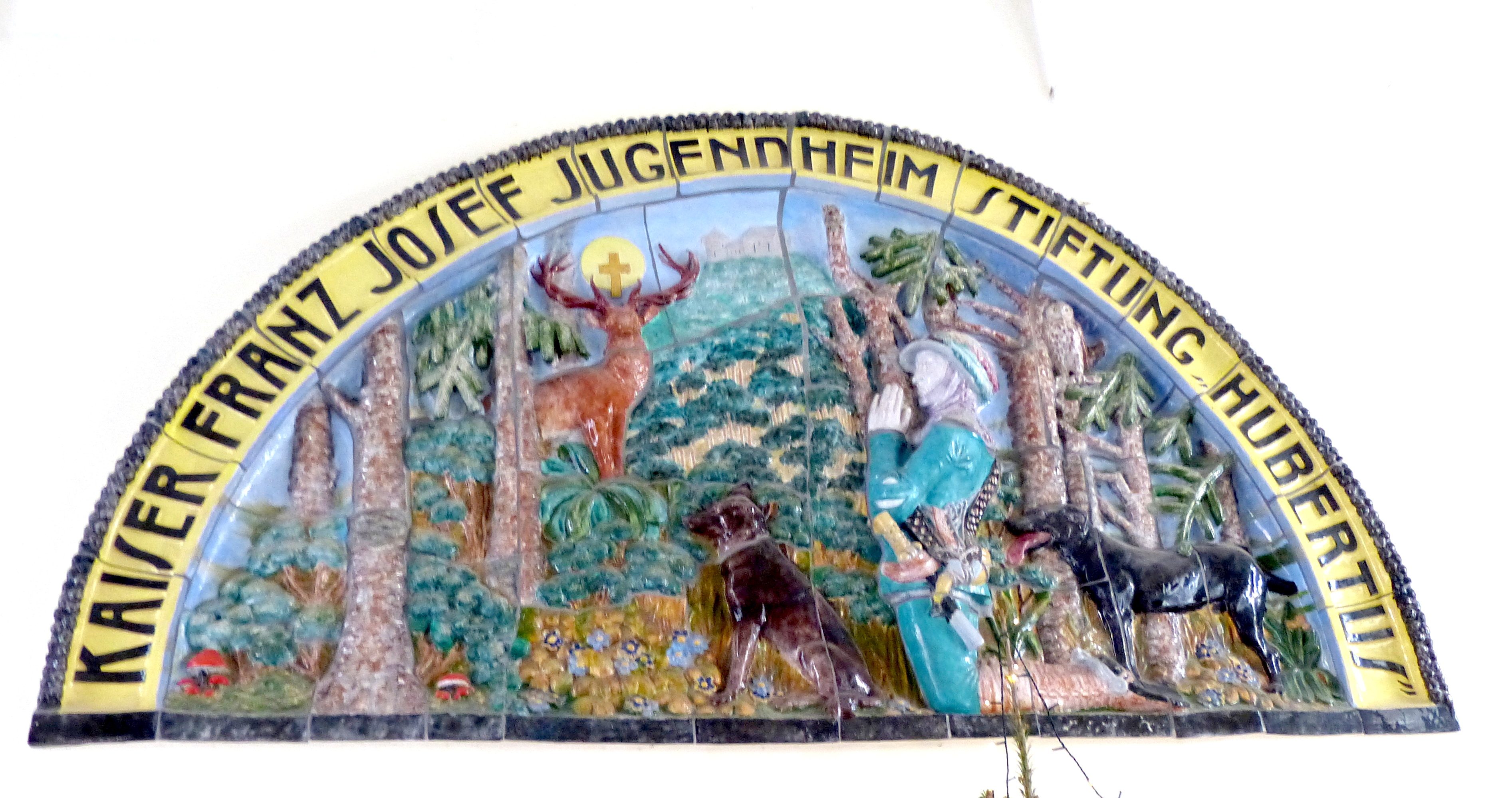
Hubertusrelief, Landschloss Ort (1914)

Emilie Schleiss schuf zahlreiche Modelle für die „Gmundner Keramik“ bzw. „Vereinigte Wiener und Gmundner Keramik“, insbesondere Trachtenfiguren (u. a. Goldhauben-Krinoline) und andere Figuren (Madonnen, Bäuerinnen, musizierende Kinder, Tiere). Weiters entwarf sie Dosen, Schalen, Gebrauchsgeschirr, Vasen, Kacheln, Wandbilder und Öfen. Sie gestaltete auch Fassadenreliefs für Häuser in Brüssel, Linz und Gmunden. Hermann Ubell bezeichnete Emilie Schleiss 1932 als ausgezeichnete Bildhauerin, die ein gutes Renommee genieße. Die zeitgenössische Kunsthistorikerin und Journalistin Else Hofmann sprach Schleiss-Keramiken eine gute Qualität in Form und Farbe zu und lobte deren humoristisch-heitere Note. Arbeiten von Emilie Schleiss wurden in die Sammlungen des Österreichischen Museums für Kunst und Industrie in Wien, des Francisco Carolinum in Linz und des Landesmuseum Brünn aufgenommen.
Baugebundene Werke
- Hubertusrelief, Keramik (Bogenfüllung mit Hubertus-Legende, kniender St. Hubertus im Vordergrund, im Hintergrund Schloss, Hirsch mit goldenem Kreuz, dazu Eule, Jagdhunde etc.), 1914, Landschloss Ort (ehemals Eingang Jugendheim Hubertus), Gmunden[13]
- Schutzmantelmadonna, 2,5 m große Keramikfigur über Südausgang der Pfarrkirche Gmunden, 1947[14]
- Steinrelief Palais Stoclet, Brüssel
- Giebelrelief Waldegg-Schule, Linz
- zwei Wandbrunnen für Wintergärten in Gablonz
- keramische Bauplastiken (Madonna, St. Hubertus, St. Florian) für die Ofenfabrik Rudolf Sommerhuber in Steyr

Porträtplastiken
- Schubert-Gedenktafel (von Blumen und Bändern umrahmtes Porträtrelief von Franz Schubert), mit Franz Schleiss, 1922, Theatergasse Nr. 9, Gmunden[15]
- Komponist Dr. Wilhelm Kienzl
- Primarius Dr. Brunner
- Landeshauptmann Fritz Oberndorfer[1]

Figuren
- Malerei, Architektur und Plastik, 1908 bei Kunstschau Wien[16]
- Meranerin, Keramik, mit Franz Schleiss, 1913 bei Ausstellung Kunstverein Kärnten[17]
- Madonna und Ein Entenpaar, 1914 bei deutschmährischer Kunstausstellung in Znaim[18]
- Weibliches Köpfchen, Terrakotta, und Schwarze Madonna, 1914 bei Ausstellung Landesmuseum Linz
- sitzende Madonna mit Kind, Ton, weiße Zinnglasur, bunt bemalt, um 1924 (Modell um 1918), Höhe 15 cm, Oberösterreichisches Landesmuseum
- Madonnenbüste, Ton, gebrannt, am Boden Stempelmarke S Fisch G, ES, Stempel-Seriennummer 1022, Schleisskeramik Gmunden, um 1924 (Modell um 1918), Höhe 20 cm, Oberösterreichisches Landesmuseum
- Mädchen mit Hut, Ton, weiße Zinnglasur, bunt bemalt, um 1924 (Modell um 1918), Höhe 24 cm, Oberösterreichisches Landesmuseum
- Madonna mit Kind, Höhe 9 cm, Breite 10 cm, um 1925, zugeschrieben, Museum Europäischer Keramikkunst
- Madonna, Ton, 1931 bei Ausstellung Österreichische Kunst im Wiener Künstlerhaus[19]
- zwei weibliche Figuren im Linzer Volksgarten[1]

Sonstige Werke
- Deckeldose (achteckige Dose mit Ovaldekor, Deckel mit Spiralmotiven), Steingut, Bleiglasur, schwarz bemalt, gemaltes Monogramm ES, um 1913, Höhe 12 cm, Durchmesser 10 cm, Oberösterreichisches Landesmuseum
- Schale mit zwei schmalen seitlichen Handhaben, Höhe 10 cm, Breite 23,5 cm, um 1920, zugeschrieben, Museum Europäischer Keramikkunst[20]
- Kachel, Ton, weiße Zinnglasur, bunt bemalt, auf der Rückseite bezeichnet „Emilie/Schleiss/Gmunden“, weiblicher Akt mit Mantel, um 1924, Höhe 41 cm, Oberösterreichisches Landesmuseum[21]

## Ausstellungen (Auswahl)
- 1908, 1909: Kunstschau Wien
- 1909, 1910, 1913: Kunstverein für Kärnten
- 1910: Museum für Kunst und Industrie[22]
- 1911: Internationale Kunstausstellung, Rom[23]
- 1914: Vereinigung deutsch-mährische Künstler und Deutschmährischer Kunstgewerbeverbund, Znaim
- 1921, 1932: Oberösterreichisches Landesmuseum, Linz[24]
- 1931: Österreichische Kunst, Wiener Künstlerhaus
- 1933: Die schöne Wand, Wiener Frauenkunst[25]
- 1933: Die Frau, Berlin, Hallen am Funkturm[26]
- 1939: Künstlergilde Salzkammergut, Gmunden[27]
- 1946: Modernes österreichisches Kunsthandwerk, Kunstgewerbemuseum der Stadt Zürich[28]
- 2021: Die Frauen der Wiener Werkstätte, Museum für angewandte Kunst (MAK), Wien